# Alwyn Court
Pour les articles homonymes, voir Alwyn.
Alwyn Court est un immeuble de 12 étages situé au 180 West 58th Street, au coin de la Septième Avenue à Midtown Manhattan, à New York, à un pâté de maisons au sud de Central Park. Il a été construit entre 1907 et 1909, et a été conçu par Harde & Short dans le style de la Renaissance française, avec une ornementation en terre cuite élaborée dans le style François Ier couvrant toute la façade . La cour intérieure octogonale à plusieurs étages présente une façade architecturale peinte (1977-1982) exécutée par l'artiste Richard Haas,.

## Protections
Alwyn Court a été désigné monument historique de New York en 1966 et ajouté au registre national des lieux historiques en 1979. La façade a été nettoyée et restaurée en 1980-1981 par Beyer Blinder Belle, mais était toujours en mauvais état, mettant en danger les passants à la fin des années 1990 et nécessitant l'installation d'un échafaudage de trottoir.

## Galerie

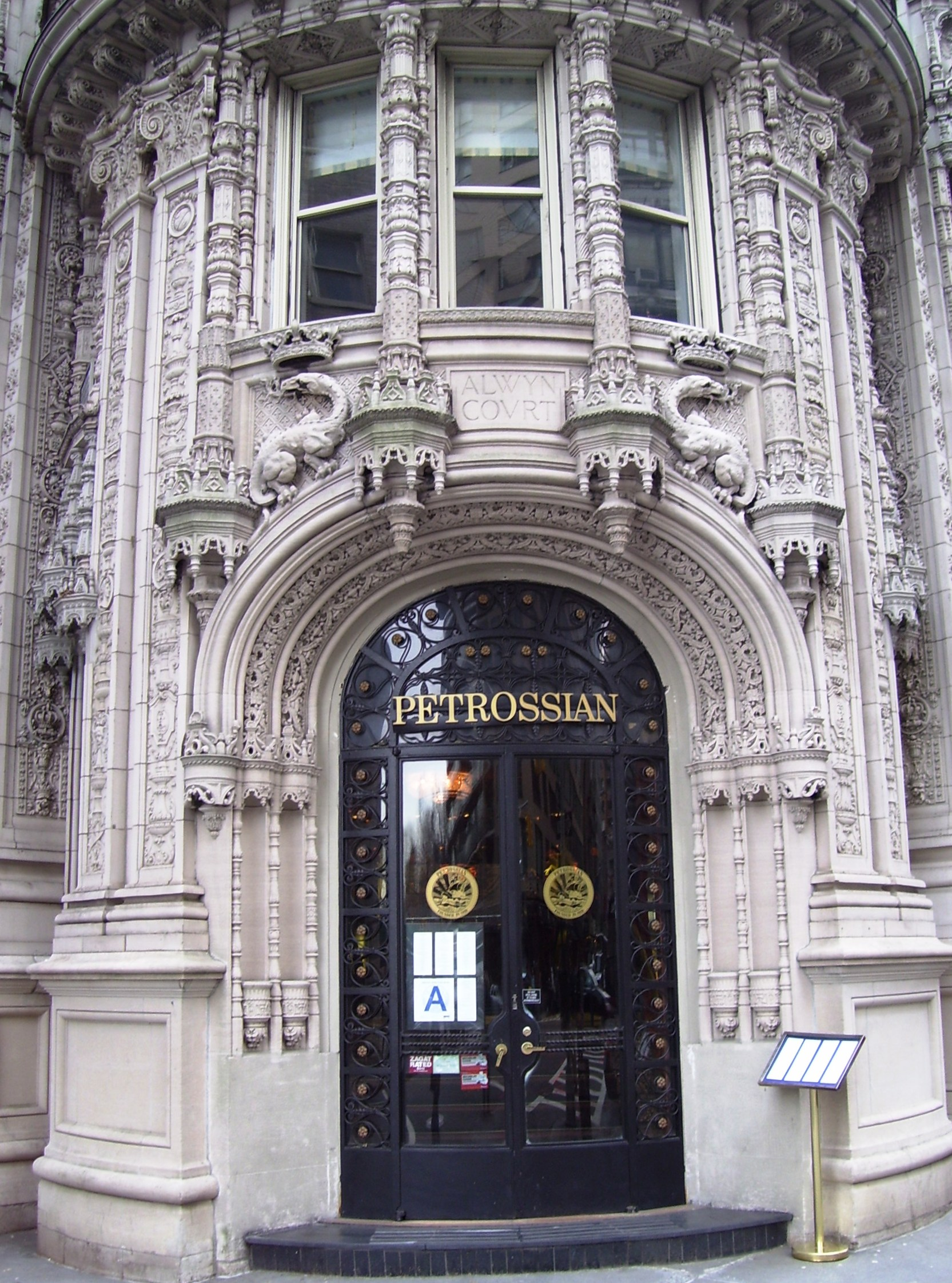
Entrée de Petrossian
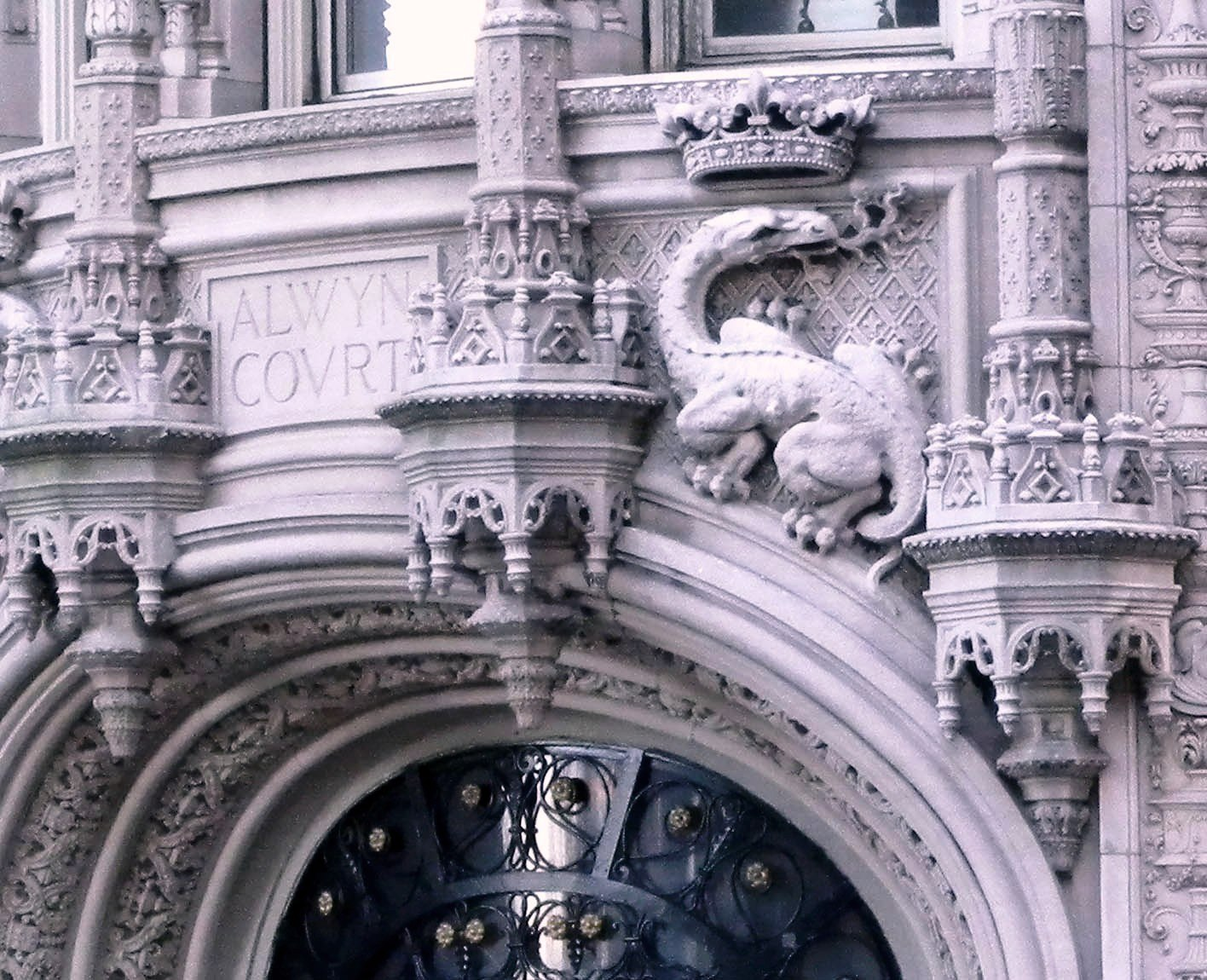
Détail sur la porte